# شان ویلیامسون
شان ویلیامسون (انگلیسی: Shaun Williamson؛ زادهٔ ۲۹ نوامبر ۱۹۶۵) بازیگر و خواننده اهل بریتانیا است.
از فیلم‌ها یا برنامه‌های تلویزیونی که وی در آن نقش داشته‌است می‌توان به سیاهی‌لشکر، ایست‌اندرز، سیاهی‌لشکر، شهر هالبی، تلفات و اختراع دروغ اشاره کرد.